# Alonso Rodríguez Rojas
Alonso Andrés Rodríguez Rojas (Santiago, Chile; 8 de junio de 1998) es un futbolista chileno que se desempeña como Defensa central o Mediocentro defensivo y actualmente milita en San Luis  de la Primera B de Chile.

## Trayectoria
Oriundo de Santiago, comenzó su carrera en las divisiones inferiores de Universidad de Chile a los 11 años, siendo incentivado para probarse en el equipo azul por su tío, el exfutbolista José Rojas.Debutó en un partido amistoso en el verano de 2017 ante Deportes La Serena,y varias veces integró la banca del equipo laico en partidos oficiales, sin lograr debutar.
En busca de minutos, en 2018 es cedido a préstamo a Deportes Puerto Montt de la Primera B;para la temporada siguiente, ya en condición de jugador libre, firma por otra temporada con el equipo salmonero. Tras jugar la temporada 2020 en Independiente de Cauquenes de la Segunda División, en febrero de 2021 firma para Deportes Santa Cruz de la Primera B.En diciembre de 2023, el jugador anuncia mediante sus redes sociales el fin de su paso por el equipo unionista.
En enero de 2024 es anunciado como nuevo refuerzo de Deportes Limache de la Primera B. El 7 de diciembre de 2024 derrotan a Rangers en final por el playoffs de ascenso mediante lanzamiento penales, logrando un inédito ascenso a la Primera división chilena.

## Selección nacional
Formó parte de la Selección sub-17 de Chile con vistas a la Copa Mundial de 2015; sin embargo, se perdió la competición tras sufrir una pubalgia.

### Participaciones en Sudamericanos
| Competencia                 | Sede     | Resultado    |
| --------------------------- | -------- | ------------ |
| Sudamericano Sub-17 de 2015 | Paraguay | Primera fase |

## Clubes
| Club                             | País  | Año       |
| -------------------------------- | ----- | --------- |
| Universidad de Chile             | Chile | 2017-2018 |
| → Deportes Puerto Montt (cedido) | Chile | 2018      |
| Deportes Puerto Montt            | Chile | 2019      |
| Independiente de Cauquenes       | Chile | 2020      |
| Deportes Santa Cruz              | Chile | 2021-2023 |
| Deportes Limache                 | Chile | 2024      |
| San Luis                         | Chile | 2025-Act. |